# Effigy of the Forgotten
Effigy of the Forgotten este albumul de debut al formației newyorkeze de death metal Suffocation. Lansat în 1991, o parte din melodiile au apărut prima dată pe albumul demo Reincremation („Reincremation” și „Involuntary Slaughter”) și pe extended play-ul Human Waste⁠(d) („Infecting the Crypts”, „Mass Obliteration” și „Jesus Wept”). Coperta a fost realizată de Dan Seagrave⁠(d).
Atât acest album, cât și Pierced from Within⁠(d) au fost relansate de casa de discuri Roadrunner Records.
Albumul a fost dedicat chitaristului formației Atheist, Roger Patterson⁠(d), care a murit într-un accident de mașină la începutul anului 1991. Rifful breakdown⁠(d) din melodia „Liege of Inveracity” este considerat primul riff slam din death metal, influențând ulterior dezvoltarea unui subgen numit slam death metal.

## Lista pieselor
| Nr.             | Titlu                     | Lungime |  |
| 1.              | „Liege of Inveracity”     | 4:28    |  |
| 2.              | „Effigy of the Forgotten” | 3:47    |  |
| 3.              | „Infecting the Crypts”    | 4:45    |  |
| 4.              | „Seeds of the Suffering”  | 5:51    |  |
| 5.              | „Habitual Infamy”         | 4:15    |  |
| 6.              | „Reincremation”           | 2:52    |  |
| 7.              | „Mass Obliteration”       | 4:30    |  |
| 8.              | „Involuntary Slaughter”   | 3:00    |  |
| 9.              | „Jesus Wept”              | 3:38    |  |
| Lungime totală: | Lungime totală:           | 37:06   |  |

## Membrii formației
- Frank Mullen⁠(d) – voce
- Terrance Hobbs⁠(d) – chitară principală
- Doug Cerrito – chitară ritmică
- Josh Barohn – bas
- Mike Smith⁠(d) – tobe

### Producție
- George „Corpsegrinder” Fisher – voce pentru „Reincremation” și „Mass Obliteration”.

- Scott Burns⁠(d) – producție, inginerie, mixaj
- Eddy Schreyer – mastering
- Dan Seagrave – realizator copertă